# Crella donsi
Crella donsi är en svampdjursart som beskrevs av Burton 1931. Crella donsi ingår i släktet Crella och familjen Crellidae.
Artens utbredningsområde är Norge. Inga underarter finns listade i Catalogue of Life.